# River Park
River Park je multifunkční centrum v Bratislavě na nábřeží Dunaje s celkovou plochou 32 000 m². Obsahuje 208 luxusních bytů a apartmánů, pětihvězdičkový hotel sítě Kempinski, množství osobitých restaurací a obchodů a oddychovou zónu se zelenými plochami, alejemi a promenádou.